# Maison forte de Rubod-Centagnieu
La maison forte de Rubod-Centagnieu est une ancienne maison forte, du XIIIe siècle, centre de la seigneurie de Centagnieu, érigée en marquisat en 1778, dont les vestiges se dressent sur la commune de Saint-Paul dans le département de la Savoie en région Rhône-Alpes.

## Situation
Les vestiges de la maison forte sont situés dans le département français de la Savoie sur la commune de Saint-Paul, à 2,9 kilomètres, au sud-sud-ouest du bourg, au hameau des Rubods.

## Histoire
La maison forte fut la possession de la famille de Centagnieu ; vit, en 1272, Michel de Centagnieu (de Centagniaco). Cette famille s'éteint, ou se fond, au XIVe siècle, avec la famille de Rubod.
En 1453, Johannès Rubody, alias Thorencey de Centagniaco, est notaire à Yenne. Claude Rubod, bourgeois de Yenne et de Centagnieu, contracte mariage, par acte fait à Ameysin dans la maison des frères d'Orlyé, le 14 février 1470, avec Jeannette d'Orlyé, fille de feu noble d'Orlyé, seigneur d'Ameysin. Guignes de Centagnieu, de la paroisse de Saint-Paul, frère de Claude Rubod, est témoin d'un acte à Yenne, en 1473.
C'est à partir de 1515, que sont qualifiés pour la première fois de nobles, et vivant à Yenne, nobles Claude et Louis Rubod, et, ensuite noble Hugues Rubod de Centagnieu, secrétaire ducal. En 1520, noble Claude de Rubod, devient co-seigneur de Lagnieu par son mariage avec Anne de Faure, qui lui a apporté, à titre de dot, ses biens de Lagnieu. Sa descendance s’éteignit par les mâles, vers 1550, avec Charles de Rubod de Centagnieu, marié à Isabelle de Rossillon de Gimilieu ; le fief faisant retour au duc de Savoie.
Le 24 septembre 1579, Emmanuel-Philibert de Savoie vend et inféode la maison forte de Centagnieu avec droit de haute, moyenne et basse justice sur les terres et paroisses de Saint-Paul, Trouet et Verthemex, contre 1 200 écus d'or à Jean de Mareste, seigneur de Chevelu, fils de feu Claude de Mareste, époux de demoiselle Jeanne de Rubod.
En 1630, un membre de la famille de Mareste est qualifié de comte de Centagnieu et de Rochefort, seigneur de Rubod.
Le 1er octobre 1675, Jean-Jacques de Mareste, comte de Centagnieu et de Rochefort, seigneur de Saint-Paul, etc., gentilhomme de la chambre du duc, assiste à Yenne à la réunion de la noblesse du petit Bugey, à l'occasion de l'avènement de Victor-Amédée II de Savoie. En 1699, lors de l'inféodation des terres voisines de Yenne aux marquis, Jean-Jacques de Mareste stipule que sa juridiction jouxte au sud les précédentes.
En 1735, on relève un de Mareste, comte de Rubod-Centagnieu. Le fief est érigé, par Victor-Amédée III de Sardaigne, en 1778, en marquisat au profit de Pierre-Balthazard de Mareste, comte de Centagnieu, gentilhomme de la chambre, époux de Marie-Françoise d'Allinges. Leur fille, Monime épousera, en 1783, M. de Viry.
La terre et le château de Centagnieu sont la possession de Melchior de Mareste, marquis de Centagnieu, quant éclate la Révolution française. Dans une lettre de l'Agent national près le district de Chambéry, Morel, adressé au citoyen Maxime Sevez, résident au Bourget, datée du 30 ventôse an II de la République une, indivisible et démocratique, invite ce dernier à se rendre dans les cantons pour vérifier que les municipalités ont fait procéder à la destruction des clochers, tours, châteaux et autres, conformément aux arrêtés du représentant Albitte. Parmi les châteaux qui doivent entre autres être démolis, figure celui de Rubod de Saint-Paul et il est précisé la tour et les créneaux,.
Dame Césarine d'Oncieu, la veuve de Melchior de Mareste, en reprend possession à la Restauration, et, par testament daté du 6 septembre 1816 déposé au Sénat de Savoie, et, qui ne sera ouvert  qu'en 1834, en héritent. En 1855, les biens échoient, par héritage, à la veuve du baron du Verger de Saint-Thomas, dame Marie de Montbel, qui les revend peu de temps après, et, en 1907, ils sont entre les mains de la famille Durand, agriculteur.

## Description
La maison forte de Rubod-Centagnieu se présente aujourd'hui sous la forme d'une grosse ferme.